# Естонія на літніх Олімпійських іграх 1992
Естонія на літніх Олімпійських іграх 1992 року в Барселоні була представлена 38 спортсменами в 14 видах спорту. Це шоста участь Естонії у літніх Олімпійських іграх як незалежної держави. Уперше Естонія взяла участь у літніх Олімпійських іграх в Антверпені 1920 року. Після цього брала участь в іграх також в Парижі (1924), Амстердамі (1928), Лос-Анджелесі (1932) і Берліні (1936), а з 1952 року по 1988 рік Естонія виступала на олімпіаді тільки у складі збірної СРСР.

## Призери
У неофіційному загальнокомандному заліку збірна Естонії зайняла 34 місце, здобувши одну золоту та одну бронзову медалі.
| Медаль | Ім'я                        | Вид спорту         | Дисципліна            |
| ------ | --------------------------- | ------------------ | --------------------- |
| Золото | Еріка Салумяе               | Велосипедний спорт | Спринт (жінки)        |
| Бронза | Тину Тиністе Тоомас Тиністе | Вітрильний спорт   | Клас «470» (чоловіки) |

## Змагання зі стрільби з лука

### Чоловіки
| Спортсмен    | Дисципліна             | Кваліфікація                                                       | Кваліфікація | Фінал          | Фінал          | Загальне місце |
| Спортсмен    | Дисципліна             | Результат                                                          | Бали         | Результат      | Бали           | Загальне місце |
| ------------ | ---------------------- | ------------------------------------------------------------------ | ------------ | -------------- | -------------- | -------------- |
| Рауль Ківіло | індивідуальна першість | 90 метрів — 262; 70 метрів — 320; 50 метрів — 321; 30 метрів — 342 | 1245         | не брав участі | не брав участі | 52             |

## Легка атлетика

### Чоловіки
| Спортсмен         | Дисципліна         | Кваліфікація                                                        | Кваліфікація         | Фінал          | Фінал          |
| Спортсмен         | Дисципліна         | Результат                                                           | Місце                | Результат      | Місце          |
| ----------------- | ------------------ | ------------------------------------------------------------------- | -------------------- | -------------- | -------------- |
| Валерій Бакріджев | Стрибки з жердиною | перша спроба 5.40; друга спроба 5.50; третя спроба 5.55             | 18                   | не брав участі | не брав участі |
| Юрій Тамм         | Метання молота     | 78,16 м                                                             | 4                    | 77,52 м        | 5              |
| Андрій Назаров    | Десятиборство      | 11,03; 7,13; 13,11; 2,09; 49,07; 14,60; 44,58; 4,80; 54,56; 4.26,19 | пройшов до фіналу    | 8052           | 14             |
| Еркі Ноол         | Десятиборство      | 11,08; 7,79; 12,14; 1,97; 49,76; 15,95; 35,42; 5,00                 | не пройшов до фіналу | не брав участі | не брав участі |

### Жінки
| Спортсмен     | Дисципліна  | Кваліфікація                                    | Кваліфікація      | Фінал     | Фінал |
| Спортсмен     | Дисципліна  | Результат                                       | Місце             | Результат | Місце |
| ------------- | ----------- | ----------------------------------------------- | ----------------- | --------- | ----- |
| Ану Кальюранд | Семиборство | 13,64; 1,73; 12,83; 25,29; 6,35; 47,42; 2.19,61 | пройшла до фіналу | 6095      | 17    |

## Веслування на байдарках і каное

### Чоловіки
| Спортсмен    | Дисципліна | Раунд 1   | Раунд 1 | Втішний раунд | Втішний раунд | Півфінал       | Півфінал       | Фінал          | Фінал          |
| Спортсмен    | Дисципліна | Результат | Місце   | Результат     | Місце         | Результат      | Місце          | Результат      | Місце          |
| ------------ | ---------- | --------- | ------- | ------------- | ------------- | -------------- | -------------- | -------------- | -------------- |
| Тійт Тікерпе | 500 метрів | 1:57.95   | 4       | 1:56.24       | 2             | 2:06.24        | 9              | не брав участі | не брав участі |
| Тійт Тікерпе | 100 метрів | 4:14.73   | 5       | 4:05.05       | 3             | не брав участі | не брав участі | не брав участі | не брав участі |

## Велосипедний спорт

### Жінки
| Спортсмен     | Дисципліна | Кваліфікація | Кваліфікація | Раунд 1   | Раунд 1 | Чвертьфінал | Чвертьфінал          | Півфінал  | Півфінал          | Фінал     | Фінал         |
| Спортсмен     | Дисципліна | Результат    | Місце        | Результат | Місце   | Результат   | Місце                | Результат | Місце             | Результат | Місце         |
| ------------- | ---------- | ------------ | ------------ | --------- | ------- | ----------- | -------------------- | --------- | ----------------- | --------- | ------------- |
| Еріка Салумяе | Спринт     | 11.857       | 6            | 12.377    | 1       | 2:1         | пройшла до півфіналу | 2:0       | пройшла до фіналу | 2:1       | Золота медаль |

### Чоловіки
| Спортсмен        | Дисципліна                         | Фінал     | Фінал |
| Спортсмен        | Дисципліна                         | Результат | Місце |
| ---------------- | ---------------------------------- | --------- | ----- |
| Лаурі Аус        | індивідуальна гонка переслідування | 0:35      | 5     |
| Райдо Коданіпорк | індивідуальна гонка переслідування | 0:35      | 9     |

## Фехтування

### Чоловіки
| Спортсмен      | Дисципліна          | Півфінал             | Півфінал             | Матч за третє місце        | Матч за третє місце        | Фінал          | Фінал |
| Спортсмен      | Дисципліна          | Результат            |                      | Результат                  |                            | Результат      | Місце |
| -------------- | ------------------- | -------------------- | -------------------- | -------------------------- | -------------------------- | -------------- | ----- |
| Кайдо Кааберма | індивідуальна шпага | Ерік Срекі (FRA) 0:2 | Ерік Срекі (FRA) 0:2 | Жан-Мішель Генрі (FRA) 0:2 | Жан-Мішель Генрі (FRA) 0:2 | не брав участі | 4     |

## Дзюдо

### Чоловіки
| Спортсмен         | Категорія | Перший раунд             | Втішний раунд 1    | Втішний раунд 2             | Втішний раунд 3           | За 3 місце         |
| Спортсмен         | Категорія | Суперник Результат       | Суперник Результат | Суперник Результат          | Суперник Результат        | Суперник Результат |
| ----------------- | --------- | ------------------------ | ------------------ | --------------------------- | ------------------------- | ------------------ |
| Індрек Пертельсон | До 95 кг  | Раймонд Стівенс перемога | Іван Раду перемога | Беларміно Мартінес перемога | Робер ван де Валл поразка | Тео Мейєр поразка  |

## Сучасне п'ятиборство

### Чоловіки
| Спортсмен     | Дисципліна                 | Фехтування | Плавання   | Стрільба   | Біг        | Кінний спорт | Результат  | Результат |
| Спортсмен     | Дисципліна                 | Результат  | Результат  | Результат  | Результат  | Результат    | Усього     | Місце     |
| ------------- | -------------------------- | ---------- | ---------- | ---------- | ---------- | ------------ | ---------- | --------- |
| Імре Тіідманн | індивідуальне п'ятиборство | 796 очков  | 1208 очков | 1030 очков | 1276 очков | 670 очков    | 4980 очков | 39        |

## Академічне веслування

### Чоловіки
| Спортсмен (-и)                                                  | Вид      | Результати виступів                                                                          |
| --------------------------------------------------------------- | -------- | -------------------------------------------------------------------------------------------- |
| Юрі Янсон                                                       | одиночки | Відбіркові гонки: 6.59,14 Втішний раунд: 7.05,52 Півфінал: 6.53,40 Фінал А: 7.12,92 Місце: 5 |
| Роман Лутошкін, Прійт Тасане                                    | двійки   | Відбіркові гонки: 6.44,79 Втішний раунд: 6.38,58 Півфінал: 6.21,43 Фінал А: 6.21,43 Місце: 4 |
| Марек Авамере, В'ячеслав Дівонін, Тоомас Вілпарт, Тоомас Віркус | четвірки | Відбіркові гонки: 6.27,97 Втішний раунд: 6.30,63 Фінал С: 6.38,76 Місце: 14                  |

## Вітрильний спорт

### Чоловіки
| Спортсмен (-и) | Дисципліна  | Заплив                                      | Заплив                                      | Результат                       | Результат                       | Місце | Місце |                 |                 |
| -------------- | ----------- | ------------------------------------------- | ------------------------------------------- | ------------------------------- | ------------------------------- | ----- | ----- | --------------- | --------------- |
| Спортсмен (-и) | Дисципліна  | Тину Тиністе і Тоомас Тиністе               | Клас 470                                    | 7 гонок: 10; 11; 7; 4; 6; 28; 2 | 7 гонок: 10; 11; 7; 4; 6; 28; 2 | 68,70 | 68,70 | Бронзова медаль | Бронзова медаль |
| Кайдзе Кусінг  | Віндсерфінг | 10 гонок: 17; 8; 22; 24; 22; 21; 20; 16; 29 | 10 гонок: 17; 8; 22; 24; 22; 21; 20; 16; 29 | 233                             | 233                             | 21    | 21    |                 |                 |

### Жінки
| Спортсмен | Дисципліна | Заплив       | Заплив        | Результат                     | Результат                     | Місце | Місце |   |   |
| --------- | ---------- | ------------ | ------------- | ----------------------------- | ----------------------------- | ----- | ----- | - | - |
| Спортсмен | Дисципліна | Кріста Крюув | Клас «Європа» | 7 гонок: 3; 8; 3; 9; 9; 6; 16 | 7 гонок: 3; 8; 3; 9; 9; 6; 16 | 67,10 | 67,10 | 6 | 6 |

## Змагання зі стрільби

### Чоловіки
| Спортсмен      | Дисципліна | Кваліфікація | Кваліфікація | Фінал          | Фінал          |
| Спортсмен      | Дисципліна | Результат    | Місце        | Результат      |                |
| -------------- | ---------- | ------------ | ------------ | -------------- | -------------- |
| Піетер Пак     | Скит       | 144          | 33           | не брав участі | не брав участі |
| Урмас Саалісте | Трап       | 137          | 39           | не брав участі | не брав участі |

### Жінки
| Спортсмен | Дисципліна                       | Кваліфікація | Кваліфікація | Фінал           | Фінал           |
| Спортсмен | Дисципліна                       | Результат    | Місце        | Результат       |                 |
| --------- | -------------------------------- | ------------ | ------------ | --------------- | --------------- |
| Інна Роуз | Пістолет, 25 метрів              | 567          | 35           | не брала участі | не брала участі |
| Інна Роуз | Пневматичний пістолет, 10 метрів | 376          | 23           | не брала участі | не брала участі |

## Плавання

### Чоловіки
| Спортсмен (-и)                                       | Дисципліна                       | Заплив    | Заплив | Півфінал        | Півфінал        | Фінал           | Фінал           |
| Спортсмен (-и)                                       | Дисципліна                       | Результат | Місце  | Результат       | Місце           | Результат       | Місце           |
| ---------------------------------------------------- | -------------------------------- | --------- | ------ | --------------- | --------------- | --------------- | --------------- |
| Індрек Сей                                           | 50 метрів вільним стилем         | 23,68     | 31     | не брав участі  | не брав участі  | не брав участі  | не брав участі  |
| Індрек Сей                                           | 100 метрів вільним стилем        | 51,47     | 32     | не брав участі  | не брав участі  | не брав участі  | не брав участі  |
| Ільмар Ожайс                                         | 100 метрів на спині              | 57,08     | 20     | не брав участі  | не брав участі  | не брав участі  | не брав участі  |
| Ільмар Ожайс                                         | 200 метрів на спині              | 2:05.76   | 30     | не брав участі  | не брав участі  | не брав участі  | не брав участі  |
| Марко Пачел                                          | 100 метрів брасом                | 1:03.40   | 19     | не брав участі  | не брав участі  | не брав участі  | не брав участі  |
| Альдо Сурвалє                                        | 100 метрів батерфляєм            | 55.78     | 30     | не брав участі  | не брав участі  | не брав участі  | не брав участі  |
| Індрек Сей, Ільмар Ожайс, Марко Пачел, Альдо Сурвалє | естафета 4x100 метрів комплексом | 3:46.87   | 15     | не брали участі | не брали участі | не брали участі | не брали участі |

## Настільний теніс
| Спортсмен    | Дисципліна                 | Кваліфікація                                                                      | Фінал          |                |
| ------------ | -------------------------- | --------------------------------------------------------------------------------- | -------------- | -------------- |
| Ігор Солопов | чоловічий одиночний розряд | 1 раунд: Кан Хі Чан — 0:2 2 раунд: Мурад Ста — 2:0 3 раунд: Ян-Уве Вальднер — 0:2 | не брав участі | не брав участі |

## Боротьба

### Чоловіча вільна боротьба
| Спортсмен  | Категорія | Перший раунд               | Другий раунд           | Третій раунд         | Четвертий раунд        | Півфінал           | Фінал              |
| Спортсмен  | Категорія | Суперник Результат         | Суперник Результат     | Суперник Результат   | Суперник Результат     | Суперник Результат | Суперник Результат |
| ---------- | --------- | -------------------------- | ---------------------- | -------------------- | ---------------------- | ------------------ | ------------------ |
| Кюлло Коїв | До 68 кг  | Жорж Швабеленд (GER) 2:4   | Ко Йон Хо (KOR) 1:3    | не брав участі       | не брав участі         | не брав участі     | не брав участі     |
| Арві Аавік | До 100 кг | Манабу Нейканіші (JPN) 0:3 | Сабхеш Верма (IND) 0:3 | Хайко Балс (GER) 0:3 | Казем Голамі (IRI) 4:8 | не брав участі     | не брав участі     |

### Чоловіча греко-римська боротьба
| Спортсмен       | Категорія | Перший раунд           | Другий раунд              | Третій раунд              | Четвертий раунд           | Матч за 9 місце            | Місце          |
| Спортсмен       | Категорія | Суперник Результат     | Суперник Результат        | Суперник Результат        | Суперник Результат        | Суперник Результат         |                |
| --------------- | --------- | ---------------------- | ------------------------- | ------------------------- | ------------------------- | -------------------------- | -------------- |
| Валерій Нікітін | До 68 кг  | Кім Санг Мун (KOR) 9:6 | Абдул Чаманголі (IRI) 5:7 | Іслам Доуготчев (EUN) 0:4 | не брав участі            | не брав участі             | не брав участі |
| Хелгер Холік    | До 100 кг | Йорген Олсон (SWE) 1:0 | не брав участі            | Анджей Ронскі (POL) 0:2   | Деніс Козловскі (USA) 0:2 | Мілош Говедаріца (EUN) 0:2 | 10             |